# Pipistrellolamp

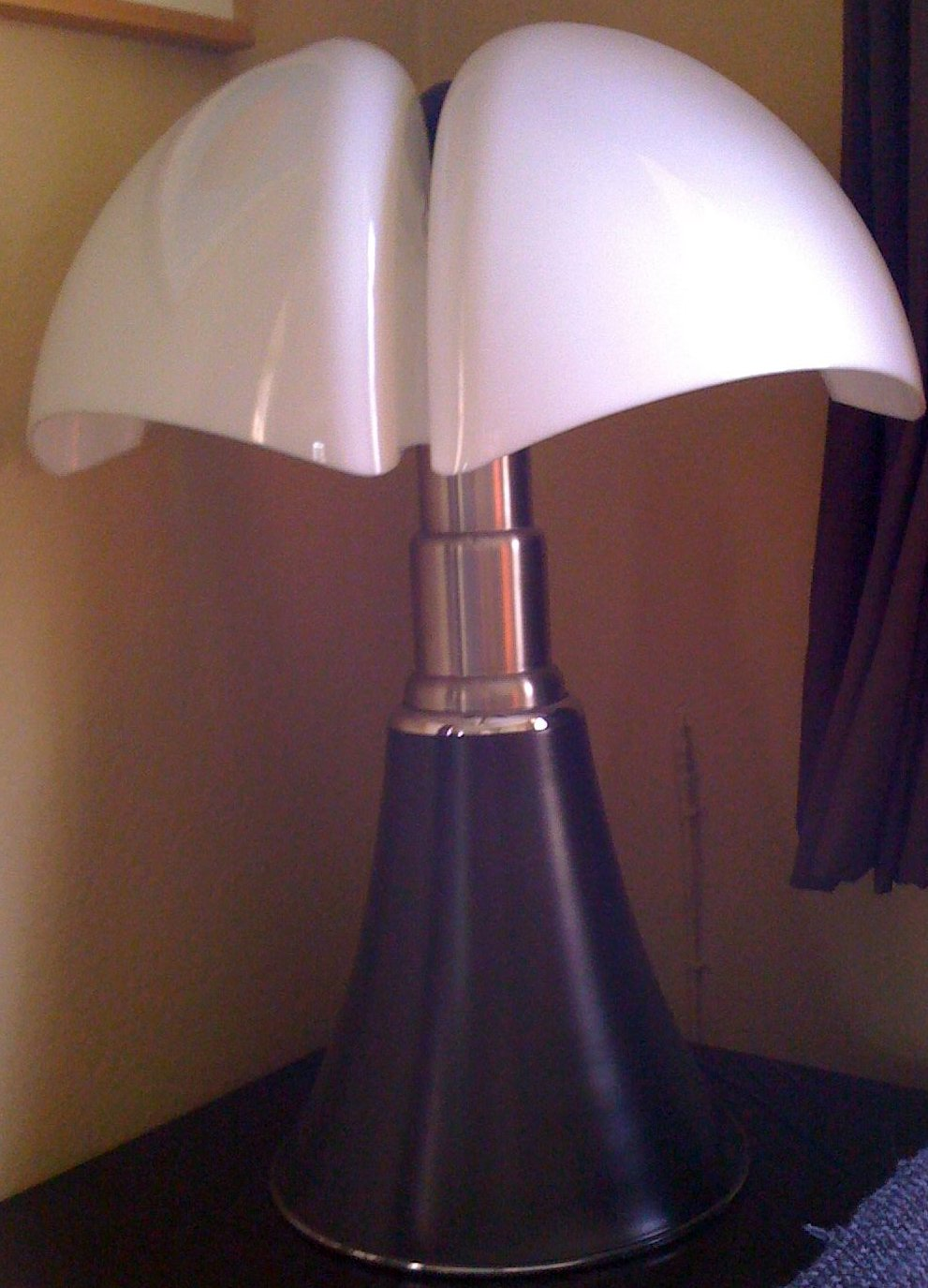
Pipistrellolamp

De Pipistrellolamp is een ontwerp van Gae Aulenti uit 1966 voor het merk Martinelli Luce. Deze tafellamp is uitgegroeid tot een designicoon uit het midden van de 20ste eeuw. De ontwerpster Aulenti is een gerenommeerde Italiaanse architecte die onder andere ook het ontwerp heeft gedaan van het Musée d'Orsay in Parijs.
Het meest in het oog springende van deze lamp is de opmerkelijke kap die doet denken aan de vleugels van een vleermuis, vandaar de naam Pipistrello (vleermuis in het Italiaans). De hoogte van de voet kan via een telescopisch mechanisme aangepast worden. Oorspronkelijk waren er twee uitvoeringen, met witte en met donkerbruine (bijna zwarte) voet.